# Phyllophaga youngi
Phyllophaga youngi är en skalbaggsart som beskrevs av Cartwright 1935. Phyllophaga youngi ingår i släktet Phyllophaga och familjen Melolonthidae. Inga underarter finns listade i Catalogue of Life.